# Eberhard Hückstädt
Eberhard Hückstädt (* 5. März 1936 in Potsdam) ist ein deutscher Maler und Grafiker.

## Leben und Werk
Hückstadt absolvierte ab 1950 in Grimmen, wohin die Familie 1945 gekommen war, eine Lehre als Dekorationsmaler und arbeitete bis 1956 in seinem Beruf. Von 1956 bis 1959 studierte er dekorative Malerei und Gebrauchsgrafik an der Fachschule für angewandte Kunst Heiligendamm. Anschließend studierte er bis 1964 bei Heinz Lohmar und Rudolf Bergander an der Hochschule für Bildende Künste Dresden. Seitdem arbeitet er als freischaffender Künstler, bis 1966 in Dresden, dann in Schwedt. Neben seiner künstlerischen Arbeit leitete er volkskünstlerische Zirkel. 1968 wurde er entsprechend der Aufforderung an die Künstler, zu den Arbeitern in die Betriebe zu gehen, Mitglied der Jugendbrigade Artur Becker im Erdölverarbeitungswerk Schwedt.
Hückstädt war Mitglied des Verbands Bildender Künstler der DDR. Er war in der DDR einer der bekanntesten jungen Künstler und wichtigsten Porträtmaler und hatte eine bedeutende Zahl von Einzelausstellungen und Ausstellungsbeteiligungen, u. a. 1967/1968, 1972/1973 und 1977/1978 an der VI. bis VIII. Kunstausstellung der DDR in Dresden. Zu seinen damals bekanntesten Bildern gehörte Junges Paar (1967, Mischtechnik, 100 × 95 cm).
Studienreisen führten Hückstädt u. a. nach Polen und in der Sowjetunion nach Usbekistan, in den Donbass und nach Moskau.
Vor allem die allgemeine geistige Enge und die kulturelle Eintönigkeit Schwedts veranlassten Hückstedt und seine Frau, die Malerin und Grafikerin Gina Hückstädt (heute Gass;* 1946) 1984, mit ihren Kindern in die Bundesrepublik nach Hannover überzusiedeln.
Seine bis dahin entstandenen Arbeiten stießen dort als typische DDR-Kunst auf Ablehnung, und Hückstädt fiel in eine fast zwei Jahre währende Schaffenskrise. Seit deren Überwindung arbeitet er in Hannover wieder erfolgreich künstlerisch.
Bilder Hückstädts befinden sich u. a. in der Galerie Neue Meister und im Kupferstichkabinett Dresden, im Städtischen Museum Eisenhüttenstadt, im Brandenburgischen Landesmuseum für moderne Kunst (vormals Museum Junge Kunst), Frankfurt/Oder und im Stadtmuseum Schwedt.
Hückstädt war bis 1976 in erster Ehe mit der Malerin und Grafikerin Rosemarie Hückstädt-Clausen (* 1934) verheiratet. Die zweite Ehe mit Gina Hückstädt ist geschieden. Eines von mehreren Kindern Hückstädts ist der Autor Hauke Hückstädt.

## Ehrungen in der DDR (Auswahl)
- 1968: Kunstpreis der FDJ
- 1970: Banner der Arbeit
- 1972: Heinrich von Kleist – Kunstpreis des Rates des Bezirks Frankfurt/Oder
- 1974: Verdienstmedaille der DDR
- 1975: Kunstpreis des FDG-B